# Clarkston (Georgia)
Clarkston is een plaats (city) in de Amerikaanse staat Georgia, en valt bestuurlijk gezien onder DeKalb County.

## Demografie
Bij de volkstelling in 2000 werd het aantal inwoners vastgesteld op 7231.
In 2006 is het aantal inwoners door het United States Census Bureau geschat op 7508, een stijging van 277 (3,8%). Clarkston heeft qua percentage het grootste aantal mensen van Somalische afkomst van de Verenigde Staten, 7.6%.

## Geografie
Volgens het United States Census Bureau beslaat de plaats een oppervlakte van
2,7 km², geheel bestaande uit land.

## Plaatsen in de nabije omgeving
De onderstaande figuur toont nabijgelegen plaatsen in een straal van 8 km rond Clarkston.